# Securidaca coriacea
Securidaca coriacea là một loài thực vật có hoa trong họ Polygalaceae. Loài này được Bonpl. miêu tả khoa học đầu tiên năm 1808.